# 1916 na arte

## Nascimentos
| Data           | Nome                        | Profissão                                   | Nacionalidade    | Observações | Ref |
| -------------- | --------------------------- | ------------------------------------------- | ---------------- | ----------- | --- |
| 10 de janeiro  | Clóvis Bornay               | museólogo e carnavalesco                    | Brasil           | m. 2005     |     |
| 11 de janeiro  | Armindo Ribeiro             | escultor, pintor e medalhista               | Portugal         | m. 2004     |     |
| 24 de março    | Francesco Antonio Gallotti  | pintor e escultor                           | Itália           | m. 1983     |     |
| 16 de julho    | Mário Dionísio              | escritor e pintor                           | Portugal         | m. 1993     |     |
| 16 de julho    | Emeric Marcier              | pintor e muralista                          | Roménia / Brasil | m. 1990     |     |
| 19 de agosto   | António de Assunção Sampaio | pintor e professor                          | Portugal         | m. 1994     |     |
| 6 de outubro   | Pablo Palazuelo             | pintor e escultor                           | Espanha          | m. 2007     |     |
| 8 de novembro  | Peter Weiss                 | pintor, diretor de cinema e novelista       | Alemanha         | m. 1982     |     |
| 28 de dezembro | Vera Amaral                 | pintora, desenhista, gravadora e professora | Brasil           | m. 2008     |     |
| ??             | Yuji Tamaki                 | pintor, desenhista e professor              | Japão            | m. 1979     |     |

## Mortes
| Data           | Nome                       | Profissão                                              | Nacionalidade  | Observações | Ref |
| -------------- | -------------------------- | ------------------------------------------------------ | -------------- | ----------- | --- |
| 4 de março     | Franz Marc                 | pintor                                                 | Alemanha       | n. 1880     |     |
| 9 de abril     | Aurélio de Figueiredo      | escultor, pintor, desenhista, caricaturista e escritor | Brasil         | n. 1856     |     |
| 25 de junho    | Thomas Eakins              | pintor, escultor, professor e fotógrafo                | Estados Unidos | n. 1844     |     |
| 6 de julho     | Odilon Redon               | pintor e artista gráfico                               | França         | n. 1840     |     |
| 24 de agosto   | João Zeferino da Costa     | pintor, professor e decorador                          | Brasil         | n. 1840     |     |
| 28 de agosto   | Henri Harpignies           | pintor                                                 | França         | n. 1819     |     |
| 13 de dezembro | Marius Jean Antonin Mercié | pintor e escultor                                      | França         | n. 1845     |     |

## Prémios
- Prémio Valmor e Municipal de Arquitectura 1916 - Miguel Nogueira Júnior[1].